# Locomotiva MÁV IIIu
La locomotiva IIIu era un tipo di locomotiva a vapore a tender separato, della MÁV, costruita successivamente in diverse varianti, per il traino di treni viaggiatori veloci. È stata la locomotiva magiara prodotta nel maggior numero di unità; venne presto ricatalogata nel gruppo MÁV 324.

## Storia
Le locomotive vennero progettate agli inizi del XX secolo per far fronte all'aumentato traffico ferroviario; inquadrate inizialmente nella classe IIIu e, successivamente, come gruppo 324 vennero costruite, tra 1909 e 1923 (e nel corso della prima guerra mondiale), dalle officine di Budapest (MÁVAG) che ne produssero un totale di 895 unità, in diverse serie, e con caratteristiche differenti.
Dopo i positivi risultati dei collaudi iniziò la produzione in serie, nel 1909 in numero di dieci unità, l'anno successivo erano già 92 unità. Le ferrovie ungheresi (MÁV) nel 1911 introdussero un nuovo sistema di numerazione delle locomotive: quelle prodotte già in dotazione (gruppo 3831-3955) divennero del gruppo 324, numerate da 001 a 125.
Dalla 324.233 in poi iniziò l'installazione del depuratore d'acqua a otto celle Pecz Rejtő installato orizzontalmente al di sopra del corpo cilindrico. Dalla locomotiva 324.305 in avanti vennero montate nuove valvole di sicurezza. Nel 1913 la produzione aveva raggiunto un totale di 355 unità completate dalla Reale fabbrica ferroviaria ungherese di Stato (MAVAG).
Dopo vari esperimenti alla locomotiva MÁV 324.356 nel 1914 venne montato il surriscaldatore Schmidt. Il numero e la posizione dei tubi di fumo vennero tenuti identici a quelli della serie MÁV 327.
Dal 1915 in seguito alla carenza di rame dovuta alla guerra venne modificata la caldaia adottando quella, con tubi d'acqua a fasciare il forno, in acciaio tipo Brotan. Tale versione dalla fine della guerra e anche oltre, fino al 1921, venne prodotta per un totale di 262 pezzi (324.544-805) e consegnata alle ferrovie ungheresi insieme a un'ulteriore serie di 95 unità 324.901-995 semplificate. Il forno delle caldaie Brotan risultò problematico per la manutenzione dato che il fuoco pensile accumulava depositi sul fondo difficili da rimuovere per cui dal 1918 vennero operate varie modifiche alle 324 di tale serie.
In seguito ai mutamenti territoriali determinati dalla fine della prima guerra mondiale, molte unità furono cedute alle ČSD cecoslovacche, alle CFR, alle FS italiane, alle JDŽ e alle PKP. Altre unità andarono alla società privata ungherese GySEV.
Dopo il 1919 la dislocazione delle locomotive era la seguente:
- MÁV 222 unità,
- CFR 454 unità,
- ČSD 47 unità
- JDŽ 87 unità,
- PKP 4 unità,

Alle FS pervennero 14 unità, che furono classificate nel gruppo 683 con numeri 001–014. Le macchine, assegnate ai depositi locomotive di Fiume e Trieste furono radiate entro il 1938.
Un esemplare del 1918, la MAV 324.736 (dopo la guerra passata alle ferrovie jugoslave come JŽ 22.069) è stata acquisita dal Museo ferroviario di Trieste Campo Marzio per preservarla ed esporla; le è stato attribuito il numero 683.015 mai usato dalle FS.

## Caratteristiche
Per mantenere basso il carico per asse le locomotive furono costruite a tre assi accoppiati motori con carrello anteriore monoassiale e asse posteriore portante. Il progetto si era poi evoluto, da macchine a vapore saturo compound a macchine a 2 cilindri gemelli e poi a vapore surriscaldato, in seguito alle esperienze positive fatte con la II serie prodotta. 
Le locomotive furono quindi prodotte in diverse varianti distinte dalla numerazione progressiva: le 324.001-355 erano locomotive a vapore saturo e motore compound a 4 cilindri, le 324.401-543 a vapore saturo e semplice espansione a 2 cilindri gemelli. In seguito alla carenza di rame dovuta alla guerra le macchine erano state prodotte nelle successive serie con caldaia in acciaio di tipo Brotan-Kessel anziché quello tradizionale in rame: le 324.544-845 sempre a 2 cilindri gemelli ma a vapore surriscaldato e 324.901-995 ancora a vapore surriscaldato e 2 cilindri; con ulteriori dispositivi di depurazione delle acque tipo Pecz-Rejtő e in altri particolari differenti erano le 324.806-845. Si avevano quindi:
- Locomotive 324.001-355 a vapore saturo, con motore compound costruite tra 1909 e 1913,
- locomotive 324.401-543 a vapore surriscaldato, con motore a 2 cilindri gemelli costruite tra 1914 e 1915,
- locomotive 324.544-805 a vap. surriscaldato, con caldaia Brotan, motore a 2 cilindri gemelli costruite tra 1915 e 1918.
- locomotive 324.806-845 a vap. surriscaldato, depuratori Pecz-Rejtő costruite dopo il conflitto fino al 1923
- locomotive 324.901-995, a vapore surriscaldato, con caldaia Brotan e motore a 2 cilindri gemelli costruite tra 1916 e 1917.

La caldaia, tarata a 15 bar, era lunga 5.082 mm con un diametro medio di 1.500 mm e proseguiva sul cielo del forno; i tubi di fumo erano 248, di diametro 46,5/52 mm. Il forno aveva la larghezza di 1,5 m. Il motore, originalmente a 4 cilindri compound, aveva i due cilindri di diametro piccolo ad alta pressione sul lato destro della locomotiva e quelli di bassa pressione, più grandi, su quello sinistro. La distribuzione era di tipo Walschaerts-Heusinger.
In seguito all'adozione del surriscaldamento vennero diminuiti i tubi di fumo e la pressione della caldaia ridotta a 12 bar; anche la superficie della graticola venne modificata. In conseguenza delle modifiche i costi di manutenzione divennero più bassi. La modifica progettuale da vapore saturo a vapore surriscaldato venne applicata alle macchine costruite ora con motore a 2 cilindri gemelli. Il surriscaldamento permise, senza perdite significative di prestazioni di avere una macchina ben equilibrata e meno complicata, con i cilindri di entrambi i lati dello stesso diametro e senza dispositivo di avviamento. Il compressore, a singolo stadio, fu sostituito da un compressore a due stadi sistema Westinghouse. Il gruppo di macchine interessato fu il 324.401-543.
Le ruote motrici avevano il diametro di 1.440 mm mentre quelle portanti di 950 mm, chiaramente progettate per il servizio viaggiatori. Il carrello anteriore era di tipo Adams con possibilità di spostamento di 70 mm. Quello posteriore si poteva spostare di 50 mm.

## Prospetto e dati delle locomotive costruite
| Gruppo MÁV prima del 1911 | Gruppo MÁV dopo il 1911                                     | Anni di costruzione           | Surriscaldamento | Tipo caldaia   |
| ------------------------- | ----------------------------------------------------------- | ----------------------------- | ---------------- | -------------- |
| 3831–3840 3841–3870       | 324,001–010 324,011–040                                     | 1909. 1910.                   | no               | tipo prussiano |
| 3871–3932 3933–3955       | 324,041–102 324,103–125                                     | 1910. 1911.                   | no               | tipo prussiano |
|                           | 324,126–193 324,194–205                                     | 1911. 1912.                   | no               | tipo prussiano |
|                           | 324,206–272                                                 | 1912.                         | no               | tipo prussiano |
|                           | 324,273–298 324,299–304                                     | 1912. 1913.                   | no               | tipo prussiano |
|                           | 324,305–355                                                 | 1913.                         | no               | tipo prussiano |
|                           | 324,401–446                                                 | 1914.                         | si               | tipo prussiano |
|                           | 324,447–484 324,485–543                                     | 1914. 1915.                   | si               | tipo prussiano |
|                           | 324,544–560 324,561–608 324,901–918                         | 1915. 1916. 1916 .            | si               | Brotan         |
|                           | 324,609–648 324,919–940. 324,649–705 324,941–995            | 1916. 1916. 1917. 1917.       | si               | Brotan         |
|                           | 324,706–708 324,709–761 324,762–778 324,779–791 324,792–805 | 1917. 1918. 1919. 1920. 1921. | si               | Brotan         |
|                           | 324,806–812 324,813–845                                     | 1922. 1923.                   | si               | tipo prussiano |